# Coupe de Tunisie de football 1966-1967
Navigation
Coupe de Tunisie 1965-1966 Coupe de Tunisie 1967-1968
La Coupe de Tunisie de football 1966-1967 est la 12e édition de la coupe de Tunisie depuis 1956, et la 37e au total. Elle est organisée par la Fédération tunisienne de football (FTF).

## Résultats

### Premier tour
- District Tunis et banlieue :
  - Progrès sportif tunisien bat El Khadhra Sport
  - Union sportive de Carthage bat Jeunesse sportive d'El Omrane
  - Sporting Club de Ben Arous bat Union sportive radésienne
  - Monopoles Athlétique Club bat Jeunesse sportive de Bou Arada
  - Al Hilal bat Club sportif goulettois
- District Cap Bon : 
  - Étoile sportive de Menzel Temime bat El Baâth sportif de Béni Khiar
  - Avenir populaire de Soliman bat Club sportif de Korba
- District Nord :
  - Astre sportif de Menzel Jemil - Vague sportive de Menzel Abderrahmane : Forfait
  - Association sportive de la cimenterie Portland de Bizerte bat STIR sportive de Bizerte
- District Centre :
  - Patriote de Sousse bat Club sportif de Hajeb El Ayoun
  - Étoile sportive de Oueslatia bat Baâth sportif de Sidi Amor Bou Hajla
  - Croissant sportif de M'saken bat Sporting Club de Moknine
- District Sud-Ouest :
  - Union sportive de Sbeïtla bat Gazelle sportive de Moularès

### Deuxième tour
Les matchs sont joués le 9 octobre 1966.
- District Tunis et banlieue :
  - Progrès sportif tunisien bat Monopoles Athlétique Club
  - Club athlétique du gaz bat Sporting Club de Ben Arous
  - Al Hilal bat Union sportive de Carthage
  - Widad athlétique de Montfleury bat Stade africain de Menzel Bourguiba
  - Association sportive Ittihad bat Grombalia Sports
  - Association Mégrine Sport bat Mouldiet Manouba
  - Ezzahra Sports bat Association sportive des PTT (Tunis)
- District Cap Bon :
  - Étoile sportive de Menzel Temime bat Stade nabeulien
  - Avenir populaire de Soliman bat Club sportif menzelien
- District Nord :
  - Association sportive de la cimenterie Portland de Bizerte bat Astre sportif de Menzel Jemil
- District Nord-Ouest :
  - Union sportive de Bousalem bat Association sportive de Bousalem
  - Éclair testourien bat Club sportif de Makthar
  - Olympique du Kef bat Union sportive de Kalâa (Kalaat Senan)
  - Association sportive de Ghardimaou bat Éclair sportif d'Ebba Ksour
  - Étoile sportive du Fahs bat Aroussa Sport
  - Club medjezien bat Étoile sportive de Gaâfour
- District Centre :
  - Jeunesse sportive kairouanaise bat Croissant sportif de M'saken
  - Union sportive ksibienne (Ksibet El Médiouni) bat Croissant sportif d'Akouda
  - Patriote de Sousse bat Étoile sportive de Oueslatia
  - Hirondelle sportive de Kalâa Kebira
  - Espoir sportif de Hammam Sousse
- District Sud-Ouest :
  - La Palme sportive de Tozeur bat Union sportive de Sbeïtla
  - Union sportive de Gafsa Ksar bat Alpha sportive de Kasserine
  - Croissant sportif de Redeyef
- Autres qualifiés :
  - District Sud : Océano Club de Kerkennah
  - District Sud-Est : Association sportive de Djerba

### Troisième tour
Disputé le 6 novembre 1966, il réunit les douze clubs de seconde division et les 26 qualifiés du deuxième tour.
- Tunis et banlieue :
  - Widad athlétique de Montfleury bat Club athlétique du gaz
  - Club olympique du Kram bat Association Mégrine Sport
  - Union sportive maghrébine - Progrès sportif tunisien : 4 – 0
  - Ezzahra Sports - Association sportive Ittihad : 0 – 1
  - Association sportive de l'Ariana - Al Hilal : 1 – 0
  - Union sportive tunisienne - Club olympique tunisien : 1 – 4
- Nord et Nord-Ouest :
  - Club medjezien – Étoile sportive du Fahs : 2 – 3
  - En-Nadi Ahly de Mateur - Association sportive de Ghardimaou : 8 – 1
  - Union sportive de Bousalem bat Jeunesse sportive de Tebourba
  - Olympique du Kef - Association sportive de la cimenterie Portland de Bizerte : 2 – 0
  - Olympique de Béja - Éclair testourien : 1 – 0
- Centre et Cap Bon :
  - El Makarem de Mahdia - Avenir populaire de Soliman : 2 – 1
  - Patriote de Sousse bat Hirondelle sportive de Kalâa Kebira
  - Espoir sportif de Hammam Sousse bat Jeunesse sportive kairouanaise
  - Union sportive ksibienne (Ksibet El Médiouni) bat Étoile sportive de Menzel Temime
- Sud :
  - Stade sportif sfaxien - La Palme sportive de Tozeur : 1 – 0 (a. p.)
  - Étoile sportive de Métlaoui bat Union sportive de Gafsa Ksar
  - Stade gabésien – Croissant sportif de Redeyef : 2 – 0
  - Océano Club de Kerkennah bat Association sportive de Djerba

### Seizièmes de finale
En plus des 19 qualifiés du tour précédent, onze clubs de division nationale font leur entrée en coupe. Le Stade tunisien, détenteur du titre, est qualifié d'office pour les huitièmes de finale. Les matchs sont joués le 25 décembre 1966.
| Équipe 1                         | Équipe 2                                      | Score 90'         |
| -------------------------------- | --------------------------------------------- | ----------------- |
| Club sportif de Hammam Lif       | Stade gabésien                                | 1 - 1             |
| Club sportif sfaxien             | Union sportive maghrébine                     | 3 - 2             |
| Club africain                    | Club olympique tunisien                       | 1 - 0             |
| Union sportive de Bousalem       | Stade sportif sfaxien                         | Forfait           |
| Union sportive monastirienne     | Club sportif des cheminots                    | 2 - 3             |
| Sfax railway sport               | Club olympique du Kram                        | 5 - 0             |
| Club athlétique bizertin         | Étoile sportive du Fahs                       | 6 - 0             |
| Stade soussien                   | Olympique de Béja                             | 5 - 0             |
| Widad athlétique de Montfleury   | Olympique du Kef                              | 4 - 1             |
| El Makarem de Mahdia             | Étoile sportive du Sahel                      | 0 - 1             |
| Avenir sportif de La Marsa       | Association sportive Ittihad                  | 7 - 1             |
| Espoir sportif de Hammam Sousse  | Océano Club de Kerkennah                      | 0 - 0             |
| Étoile sportive de Métlaoui      | Union sportive ksibienne (Ksibet El Médiouni) | 7 - 2             |
| Espérance sportive de Tunis      | En-Nadi Ahly de Mateur                        | 6 - 0             |
| Association sportive de l'Ariana | Patriote de Sousse                            | 4 - 0             |
| Stade tunisien                   | -                                             | Qualifié d'office |
| Stade gabésien                   | Club sportif de Hammam Lif                    | 2 - 1             |
| Océano Club de Kerkennah         | Espoir sportif de Hammam Sousse               | 1 - 2             |

### Huitièmes de finale
Les matchs sont disputés le 15 janvier 1967.
| Équipe 1                         | Équipe 2                        | Score 90' |
| -------------------------------- | ------------------------------- | --------- |
| Club sportif des cheminots       | Stade tunisien                  | 0 - 0     |
| Club athlétique bizertin         | Club sportif sfaxien            | 2 - 2     |
| Association sportive de l'Ariana | Union sportive de Bousalem      | 6 - 1     |
| Club africain                    | Stade soussien                  | 2 - 1     |
| Étoile sportive du Sahel         | Espoir sportif de Hammam Sousse | 4 - 0     |
| Avenir sportif de La Marsa       | Étoile sportive de Métlaoui     | 5 - 0     |
| Widad athlétique de Montfleury   | Sfax railway sport              | 1 - 2     |
| Stade gabésien                   | Espérance sportive de Tunis     | 0 - 1     |

Certains matchs sont rejoués le 27 janvier 1967 :
| Équipe 1             | Équipe 2                   | Score 90' |
| -------------------- | -------------------------- | --------- |
| Stade tunisien       | Club sportif des cheminots | 1 - 0     |
| Club sportif sfaxien | Club athlétique bizertin   | 2 - 0     |

### Quarts de finale
Les matchs ont été disputés en aller et retour.
| Date         | Équipe 1                         | Équipe 2                         | Score 90' |
| ------------ | -------------------------------- | -------------------------------- | --------- |
| 12 mars 1967 | Étoile sportive du Sahel         | Avenir sportif de La Marsa       | 1 - 0     |
| 19 mars 1967 | Avenir sportif de La Marsa       | Étoile sportive du Sahel         | 0 - 0     |
| 12 mars 1967 | Sfax railway sport               | Stade tunisien                   | 1 - 0     |
| 19 mars 1967 | Stade tunisien                   | Sfax railway sport               | 2 - 0     |
| 12 mars 1967 | Espérance sportive de Tunis      | Club africain                    | 2 - 2     |
| 19 mars 1967 | Club africain                    | Espérance sportive de Tunis      | 1 - 0     |
| 12 mars 1967 | Association sportive de l'Ariana | Club sportif sfaxien             | 1 - 1     |
| 19 mars 1967 | Club sportif sfaxien             | Association sportive de l'Ariana | 1 - 0     |

### Demi-finales
Les matchs sont joués en aller et retour :
| Date          | Équipe 1                 | Équipe 2                 | Score 90' |
| ------------- | ------------------------ | ------------------------ | --------- |
| 6 avril 1967  | Stade tunisien           | Club africain            | 0 - 1     |
| 30 avril 1967 | Club africain            | Stade tunisien           | 2 - 1     |
| 6 avril 1967  | Club sportif sfaxien     | Étoile sportive du Sahel | 1 - 0     |
| 30 avril 1967 | Étoile sportive du Sahel | Club sportif sfaxien     | 1 - 0     |
| 12 mai 1967   | Étoile sportive du Sahel | Club sportif sfaxien     | 4 - 0     |

### Finale
| Date          | Équipe 1      | Équipe 2                 | Score 90' | Score 120' |
| ------------- | ------------- | ------------------------ | --------- | ---------- |
| 1er juin 1967 | Club africain | Étoile sportive du Sahel | 0 - 0     | 2 - 0      |

Les buts sont marqués par Salah Chaoua (96e min. et 119e min.). La finale est arbitrée par Mustapha Daoud, secondé par M'hammed Touati et Abderrazak Bessaoudia.
Les formations alignées sont :
- Club africain (entraîneur : Ridha Bach Hamba) : Sadok Sassi - Mohamed Bennour, Taoufik Klibi, Amor Amri, Jalloul Chaoua, Ahmed Bouajila, Abderrahmane Rahmouni, Tahar Chaïbi, Mohamed Salah Jedidi, Béchir Kekli, Salah Chaoua
- Étoile sportive du Sahel (entraîneur : Alexei Paramonov) : Ali Ajroud - Hédi Sahli, Laâroussi Gnaba, Mohamed Zouaoui, Mohsen Habacha, Laâroussi Chouchane, Abdelmajid Chetali, Raouf Ben Amor, Othman Jenayah, Habib Akid, Salem Kedadi

## Meilleurs buteurs
Cinq buteurs ont marqué chacun quatre buts : Habib Akid et Othman Jenayah (ESS), Abdeljabar Machouche (EST), Salah Chaoua (CA) et Ammar Merrichkou (ASM).